# نظام غذائي مناخي
النظام الغذائي المناخي هو نظام غذائي يركز على الحد من انبعاثات الكربون.

## أصل الكلمة
ظهر المصطلح لأول مرة في منتصف 2010 تقريبًا، حيث أدرجته صحيفة نيويورك تايمز في قائمة الكلمات الجديدة المتعلقة بالأغذية في عام 2015 ، حيث تم تعريفه على أنه «نظام غذائي هدفه الأساسي هو عكس تغير المناخ»  ، والتي أصبحت تشير إلى شخص لديه قيود غذائية.

## الهدف
من المفترض أن يحمل النظام الغذائي المناخي فوائد مزدوجة، ليس فقط للمستهلك، الذي سيستمتع بنظام غذائي صحي، ولكن أيضًا لكوكب الأرض ككل، من خلال تقليل التأثير المناخي لإنتاج الغذاء.
من الطرق الرئيسية التي يسعى فيها المناخيون إلى جعل استهلاكهم الغذائي أقل ضررًا بالبيئة هو تجنب تناول لحم البقر والضأن.
وفقا لدراسة عام 2014، «تستخدم لحوم البقر 28 من الأراضي، و 11 من المياه وتنبعث أكثر من خمس مرات من غازات الدفيئة من إنتاج إما لحم الخنزير، الدواجن، الألبان أو البيض .» وقد تم أيضًا حساب أن البصمة الكربونية للحوم البقر تفوق بكثير ما يعادل 20000 جرام من ثاني أكسيد الكربون للكيلو، في حين أن الأسماك أقل بقليل من 4500 جرام والدواجن حوالي 4000 جرام. الفول والفواكه المجففة أقل من 2000 جرام من ثاني أكسيد الكربون للكيلو، بينما تستخدم الخضار والفواكه الموسمية أقل من 1000 جرام.
تتمثل الأهداف الأخرى للنظام الغذائي المناخي في تناول الكثير من الخضروات، واختيار الطعام المنتج محليًا واستخدام جميع أجزاء الحيوان عند تناول اللحوم، من أجل تقليل النفايات.

## التطبيق
في عام 2016 ، أطلقت مجموعة المناخ الأسترالية Less Meat Less Heat حملة تمويل جماعي من أجل تطوير تطبيق يسهل على المستهلكين تناول الطعام بطريقة واعية بالبيئة. تم إطلاق التطبيق في نوفمبر 2016 ويهدف إلى تشجيع المستخدمين على تقليل بصمتهم الغذائية إلى أقل من 80 كجم من الكربون شهريًا.